# Évacuateur de neige
Dans le domaine de la viabilité hivernale, un évacuateur permet d’évacuer la neige accumulée sur la chaussée ou ses abords.
On distingue deux types d’évacuateurs : rotatifs et statiques

## Évacuateurs rotatifs[1]
L’évacuateur rotatif est équipé d’un ou plusieurs organes rotatifs qui peuvent être positionnés à l’avant de l’engin porteur ou sur le côté.
On distingue trois types d’évacuateurs rotatifs :
- à vis sans fin,
- à roues à aubes : l’axe de l’organe de rotation a un diamètre largement inférieur à la dimension des aubes et est parallèle à l’axe longitudinal du porteur. Ils sont plus couramment désignés sous l’appellation de turbines.
- à tambour à aubes : l’axe de l’organe de rotation a un diamètre supérieur à la dimension des aubes et est parallèle à l’axe longitudinal du porteur. Ils sont plus couramment désignés sous l’appellation de souffleuses au Québec et fraises en Europe.

## Évacuateurs statiques[1]
L’outil qui équipe l’évacuateur statique est fixe.
Un camion ou une chargeuse utilisés pour évacuer la neige ou un tracteur équipé d’une lame biaise, d’un rabot ou d’une étrave sont des évacuateurs fixes.